# Uomini di due mondi
Uomini di due mondi (Men of Two Worlds) è un film del 1946 diretto da Thorold Dickinson.

## Produzione
Il film fu prodotto dalla Two Cities Films.
Venne girato a Moshi Township, in Tanganica (l'attuale Tanzania).

## Distribuzione
Distribuito dalla General Film Distributors (GFD), uscì nelle sale cinematografiche britanniche il 9 settembre 1946. In Italia, il film ottenne il visto di censura 3151 in data 24 settembre 1947.